# 앨 오터
앨프리드 애돌프 "앨" 오터 2세(영어: Alfred Adolf "Al" Oerter Jr., 1936년 9월 19일 ~ 2007년 10월 1일)는 미국의 육상 선수이자, 원반던지기 4연속 올림픽 금메달리스트(1956~68)이다. 그는 61.10m(200 피트 5 인치)의 첫 세계 기록과 함께 200m 이상이나 원반을 던진 첫 선수가 되었다. 그의 최고 세계 기록은 1964년 62.94m였고, 그의 최고 올림픽 기록은 1968년 64.78m였다.
뉴욕 퀸스 아스토리아에서 태어난 오터는 10대 시절에 역도 훈련을 시작하여 몸단련을 하였고, 고등학교 시절에는 미식축구와 단거리 육상 선수로 활약하였다. 원반에 손을 대기 시작하면서 원반던지기에 능력을 발견한 오터는 육상 팀의 나머지 동료들보다 더 멀리 던졌다. 캔자스 대학교에서 육상 장학금으로 수학하면서, 1956년 멜버른 올림픽에 참가하여 첫 금메달을 획득하였다.
대학을 졸업한 후에 오터는 데이터 통신 일을 하게 되었다. 그의 첫 목표가 올림픽에서 5개의 금메달을 획득하는 것에 불구하고 1968년 멕시코시티 올림픽에서 4연승을 하면서 은퇴를 하였다. 그러나 1976년 훈련을 다시 시작하였고, 1980년 69.46m의 기록을 세웠으나 올림픽 팀에 실격당하고 말았다.
40대에 들어서 월드클래스 레벨에서 활동적임에 불구하고 1984년과 1988년 올림픽 팀에 다시 들어가지 못하였다. 1983년 미국 올림픽 명예 전당에 입성되었다.
2007년 10월 1일 플로리다주 포트마이어스에서 심근경색으로 사망하였다.